# Gorjanc Ignác
Gorjanc Ignác (Csepel, 1924. július 31. – Jászberény, 1987. február 10.) fémmunkás, gépészmérnök, több évtizeden át a jászberényi Lehel Hűtőgépgyár vezetője.

## Életpályája
1943-ban vas- és fémesztergályos szakmunkás lett. 1953-ban a Budapesti Műszaki Egyetem Gépészmérnöki Karán végzett. Ettől az évtől Csepelen dolgozott. 1954-ben a jászberényi Fémnyomó- és Lemezárugyár főmérnöke lett. 1955-től igazgató volt. 1964-ben a budapesti Hűtőgépgyár és a Fémnyomó- és Lemezárugyár egyesülésével létrejött új jászberényi Lehel Hűtőgépgyár, melynek igazgatója lett. 1968-tól haláláig vezérigazgató volt.
Fontos szerepe volt abban, hogy amikor megfelelő alapanyag hiánya miatt, Jászberényben acélhüvelyeket nem tudnak gyártani, új tevékenységi kört talált a gyárnak. Vezetése alatt európai színvonalú háztartási és kereskedelmi hűtőgépgyártás valósult meg Jászberényben.
1967-től haláláig országgyűlési képviselő volt. 1980-tól az országgyűlés ipari bizottságának elnöki posztját is betöltötte. Nagy gondot fordított a gyár környezetének fejlesztésére is. Nélküle nem jöhetett volna létre a lakótelep, a strand, az állatkert, a jégpálya, az új művelődési ház, nem épültek volna sportpályák, bölcsődék Jászberényben.
1976-tól a Magyar Éremgyűjtők Egyesületének alelnöke volt. Nagy gyűjtő is volt, éremgyűjteményét a numizmatikusok számon tartották.
Jászberényben temették el a fehértói temetőben, munkásmozgalmi sírhelyek között, díszsírhelyen, hiszen díszpolgára is volt a városnak.

## Díjai, elismerései
- A Magyar Népköztársaság Állami Díja (1975)
- Jászberény díszpolgára (1985)

## Emlékezete
Gorjánc Ignác sétány emlékezik rá a jászberényi Hűtőgépgyár városrészben